# Danilo Caymmi
Danilo Caymmi, pseudonimo di Danilo Candido Tostes Caymmi (Rio de Janeiro, 7 marzo 1948), è un chitarrista, flautista, cantante e compositore brasiliano.
Il repertorio di Danilo Caymmi è rivolto principalmente a un pubblico femminile, avendo le sue composizioni una vena lirica di romanticismo, a differenza delle più sofferte interpretazioni della sorella Nana. Le sue canzoni sono state riprese da grandi musicisti brasiliani tra i quali spiccano Elis Regina, Maria Bethânia, Gal Costa, Tom Jobim, Dominguinhos, Joyce, Luiz Eça, Evinha, Simone Guimarães, Milton Nascimento.

## Biografia
Terzo figlio del musicista Dorival Caymmi e della cantante Stella Maris Tostes, Danilo Caymmi è il fratello di Nana e di Dori. Iniziò il proprio itinerario musicale a undici anni, quando ricevette in regalo un flauto dolce che suonò a orecchio per tre anni. A quattordici anni imparò la chitarra con l'aiuto del fratello Dori e si dedicò allo studio del flauto traverso dapprima sotto la guida di Lenir Siqueira	e poi di Odete Ernest Dias, frequentando allo stesso tempo i corsi di teoria musicale tenuti da Felicia Wang. Tentò anche senza successo l'impegno universitario presso la facoltà di Architettura.
Caymmi visita Tom costituì nel 1964 la sua registrazione di esordio professionistico da flautista. Tre anni dopo, debuttò in qualità di compositore incidendo De Brincadeira, e l'anno successivo con la canzone Andança si classificò al terzo posto al II Festival Internacional da Canção Popular; nel 1969 intervenne al Festival de Juiz de Fora con una sua composizione intitolata Casaco marrom. Negli anni settanta si legò musicalmente a Edu Lobo, poi partecipò come strumentista a incisioni  con Chico Buarque, Gonzaguinha, Dori Caymmi, Nana Caymmi, Dorival Caymmi, Antônio Carlos Jobim e Milton Nascimento. Il primo disco da solista risale al 1977 e si intitola Cheiro verde.
Negli ottanta si rivolse alla composizione di motivi per telenovelas e miniserie TV, e alcune sue creazioni musicali furono incluse delle colonne sonore di Riacho doce, Teresa Batista, Corpo e alma e Mulheres de Areia. Nella seconda metà degli anni ottanta fece parte del clan familiare registrando, assieme al padre e ai fratelli Dori e Nana due LP, Caymmi’s grandes amigos e Família Caymmi: Dori, Nana, Danilo e Dorival Caymmi ao vivo, quest’ultimo tratto da un concerto live.
Nel decennio seguente, Danilo Caymmi si dedicò in particolare all’attività artistica di cantante. Come tale incise nel 1992 i CD Danilo Caymmi e Família Caymmi em Montreux, quest’ultimo tratto dalla registrazione del concerto dal vivo che vedeva riuniti i Caymmi al Festival del Jazz; seguirono altri quattro album con l’interpretazione di motivi suoi oppure composti da altri musicisti. Agli inizi del Duemila fu a Pavia con Roberto Menescal, Marcos Valle e Wanda Sá nell’ambito del “Fare Festival”, e nel 2002 effettuò un tour in compagnia di Menescal, Valle e Wanda Sá che toccò Stoccolma, Helsinki e Mosca. A seguire, le registrazioni per il CD Para Caymmi, de Nana, Dori e Danilo, in omaggio ai novant’anni del padre; e nel 2005 il lancio del lavoro discografico Falando de amor, tributo a Tom Jobim che vide riuniti i tre fratelli Caymmi assieme al figlio e al nipote del compositore brasiliano. Dello stesso anno è lo spettacolo Quem não gosta de samba?  Nel 2012 è stato protagonista della manifestazione Os Caymmi visitam Jorge Amado, un omaggio allo scrittore baiano recitato e cantato contenente molte delle composizioni scritte in collaborazione fra Amado e Dorival Caymmi e che ha visto l’intervento della vedova dello scrittore Zélia Gattai.
In onore del padre, nel 2013 si è unito ai fratelli Dori e Nana nella registrazione del CD Caymmi. Due anni dopo ha realizzato il CD Don Don, che contiene dodici tracce composte dal genitore, già pubblicate in precedenza tranne una che dà il nome al lavoro che ha avuto lusinghieri apprezzamenti da parte del giornale O dia. Protagonista dello spettacolo musicale “MPB: A Alma do Brasil” nel 2016, ha pubblicato l’anno seguente un disco in onore del maestro e amico Tom Jobim che quell’anno avrebbe compiuto novant’anni. Il 2018 lo ha visto al club Zum Zum affiancato dal Quarteto em Cy nella riedizione di uno storico spettacolo che aveva visto protagonisti il padre e Vinícius de Moraes.

## Discografia
- 1973 - Beto Guedes, Danilo Caymmi, Novelli, Toninho Horta (con Beto Guedes, Novelli, Toninho Horta)
- 1977 - Cheiro verde
- 1986 - Caymmi's grandes amigos - Nana, Dori e Danilo Caymmi (con Nana, Dori e Dorival Caymmi)
- 1987 - Família Caymmi: Dori, Nana, Danilo e Dorival Caymmi - Ao vivo (con Nana, Dori e Dorival Caymmi)
- 1992 - Danilo Caymmi
- 1992 - Família Caymmi em Montreux (con Nana, Dori e Dorival Caymmi)
- 1994 - Danilo Caymmi
- 1995 - Sol moreno
- 1997 - Mistura brasileira
- 1998 - Eu, você, nós dois
- 2001 - Trilhas
- 2004 - Para Caymmi, de Nana, Dori e Danilo: 90 anos (con Nana, Dori e Dorival Caymmi)
- 2004 - O patriota (con Manu Lafer)
- 2005 - Falando de Amor - Famílias Caymmi e Jobim Cantam Antonio Carlos Jobim (con Nana e Dori Caymmi, Paulo e Daniel Jobim)
- 2011 - Alvear
- 2013 - Caymmi (con Nana e Dori Caymmi)
- 2015 - Don Don[4]